# Prieuré de Marcevol
Die ehemalige Prioratskirche von Marcevol (französisch Prieuré de Marcevol, katalanisch Priorat de Marcèvol) liegt in der eindrucksvollen Berglandschaft des französischen Pyrenäenvorlandes im Département Pyrénées-Orientales in der alten Kulturlandschaft des Roussillon.

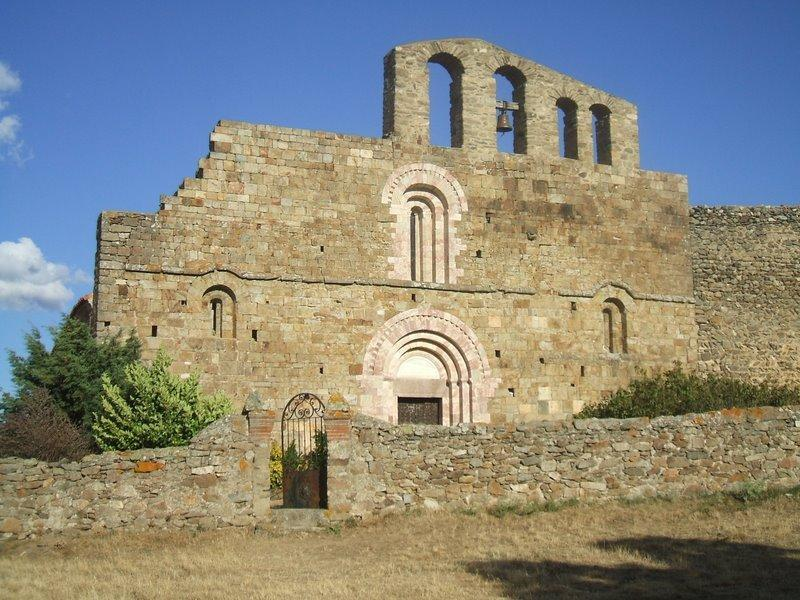
Prioratskirche von Marcevol mit breitgelagertem – ehemals sechs- oder siebenbogigen – Glockengiebel

## Lage
Die Kirche mit ihren angrenzenden Wirtschaftsgebäuden liegt etwa elf Kilometer (Fahrtstrecke) von der kleinen Ortschaft Vinça entfernt im Gemeindegebiet von Arboussols auf einem etwa 560 Meter hohen Bergplateau nördlich des Flüsschens Têt. Im Südwesten auf der anderen Talseite ragt der 2785 m hohe Pic du Canigou, der „Heilige Berg“ der Katalanen, auf. Die nächstgelegene Großstadt ist Perpignan in einer Entfernung von etwa 45 Kilometer in östlicher Richtung.

## Geschichte
Der Orden der Chorherren vom Heiligen Grab (Kapitel vom Orden der Regulierten Kanoniker und Kanonissen des Heiligen Grabes zu Jerusalem), welcher im Jahr 1099 von Gottfried von Bouillon in Jerusalem gegründet und im Jahr 1114 von Papst Paschalis II. bestätigt wurde, erhielt im Jahre 1128 vom Bischof von Elne eine Schenkung über Landbesitz und einer kleinen Kapelle, die der Gottesmutter Maria geweiht war. Bereits ein Jahr später begannen die Neubauarbeiten an der jetzigen Prioratskirche, die um 1160 fertiggestellt war. Im Jahre 1428 erschütterte ein Erdbeben die gesamte Region; dabei wurden wahrscheinlich auch Teile des nördlichen Glockengiebels sowie das nördliche Seitenschiff der Kirche von Marcevol in Mitleidenschaft gezogen. Ende des 15. Jahrhunderts (1489) wurde der Orden von Papst Innozenz VIII. aufgelöst; möglicherweise bereits vorher wurde das Priorat Marcevol in die Obhut von Kanonikern aus Vinça übergeben, die das Anwesen und die Kirche restaurierten und bis zum Vorabend der Französischen Revolution leiteten.
In den 1970er Jahren wurden die nicht mehr für Gottesdienste genutzte Kirche sowie die angrenzenden Wirtschaftsgebäude von der neu gegründeten Initiative Association du Monastir de Marcevol zwecks Erhalt und Wiederbelebung der Bauten übernommen und für kulturelle Zwecke nutzbar gemacht.

## Prioratskirche

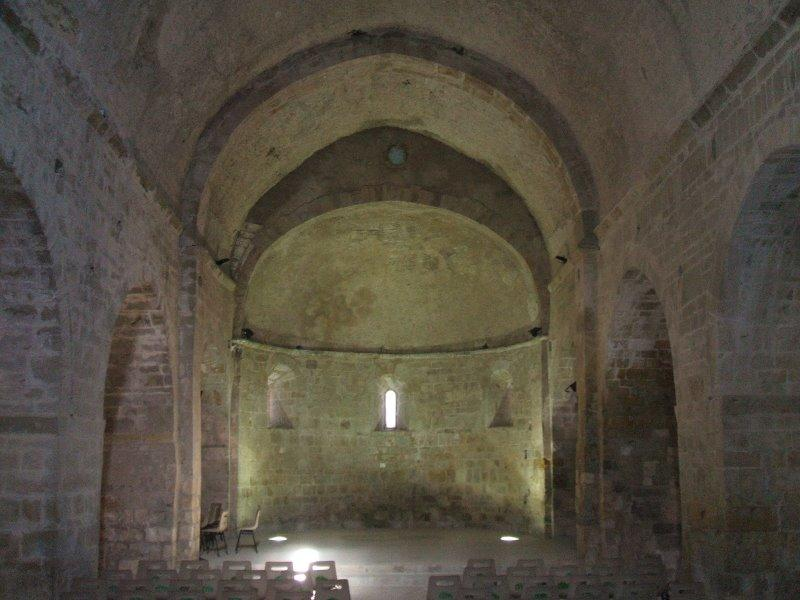
Prioratskirche von Marcevol – Langhaus

### Architektur
Der außen wie innen eher einfache und schmucklose romanische Kirchenbau hatte ehemals drei – durch mächtige gemauerte Pfeiler getrennte – Schiffe, von denen das mittlere mit einem Tonnengewölbe gedeckt ist und – ohne zwischengeschaltetes Querschiff – auf die Hauptapsis zuführt. Das südliche Seitenschiff hat noch sein originales Vierteltonnengewölbe und eine etwas kleinere Apsis. Das nördliche Seitenschiff wurde hingegen nach den Zerstörungen durch das Erdbeben zu Kapellen umgewandelt und hat keine Apsis mehr. Die Gewölbeansätze sind durch umlaufende Gesimse akzentuiert. Das gesamte Langhaus der Kirche hat keine Fenster; der Raum erhält sein spärliches Licht nur über die schmalen – ursprünglich wahrscheinlich glaslosen – Fenster in der Apsis und in der Westfassade.

### Ausstattung
In der Apsis des südlichen Seitenschiffs haben sich noch spärliche Reste eines Freskos mit einer von Engeln umgebenen Christus-Pantokrator-Darstellung erhalten. Zu beiden Seiten der von einer nahezu rautenförmigen Mandorla umrahmten Christusfigur waren die Buchstaben Α und Ω angebracht – heute ist nur noch das Α erkennbar. Ob ehemals auch die beiden anderen Apsiden oder gar Teile des Langhauses ausgemalt waren, ist unbekannt. In der Südwestecke des rechten Seitenschiffs steht ein – aus einem massiven Steinblock gefertigtes – undekoriertes Taufbecken.

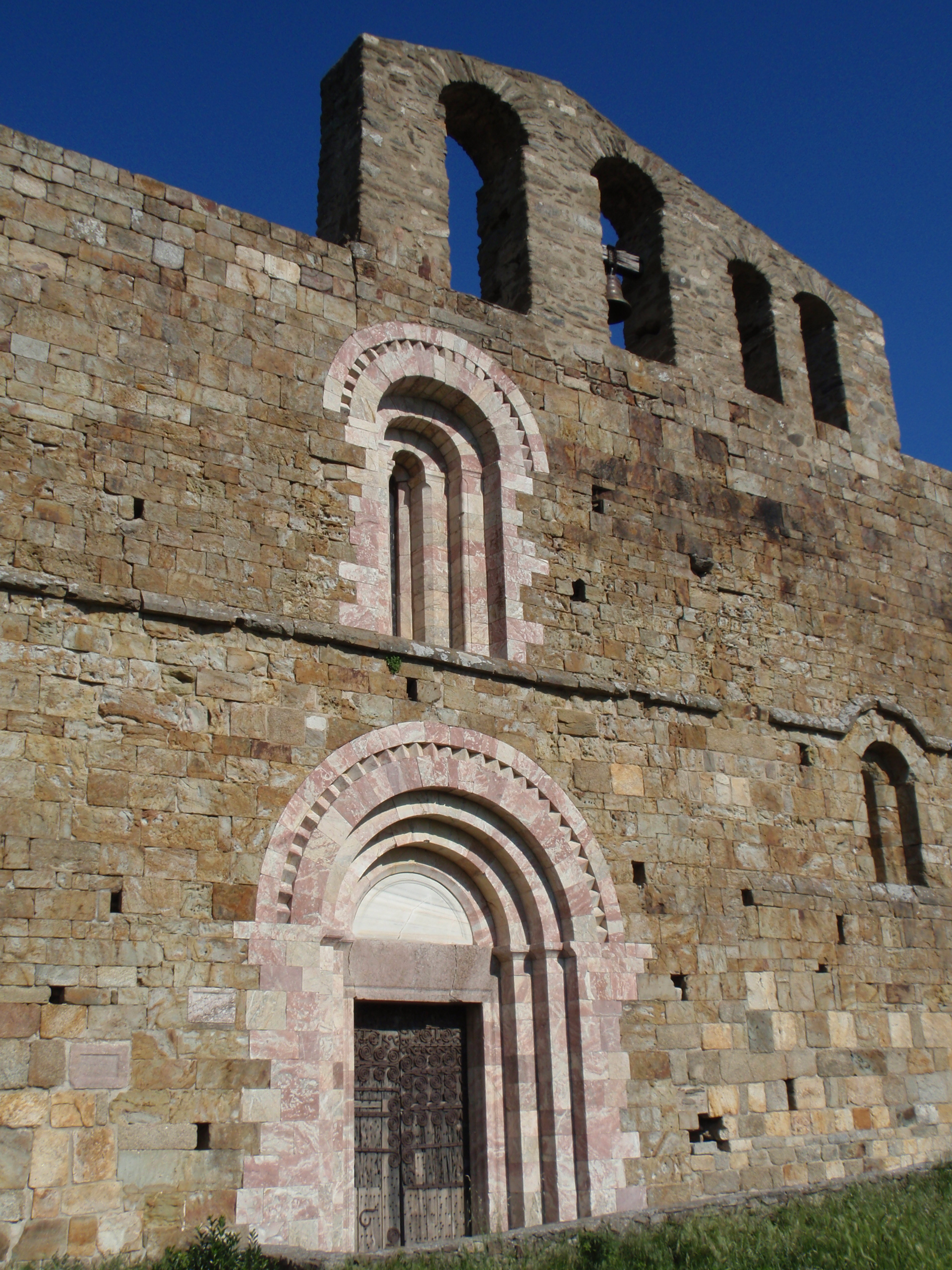
Prioratskirche von Marcevol – Fassade

### Westfassade
Die Westfassade ist durch ein horizontales wulstfomiges Gesims, welches über den – nur einfach zurückgestuften – Seitenschifffenstern einen Bogen macht, in zwei Ebenen geteilt, die im Innern der Kirche eine Entsprechung im Gesims unterhalb der Gewölbeansätze haben. Einziger Schmuck der ansonsten sehr einfach, d. h. ohne figürliches und ornamentales Dekor, gestalteten Fassade sind das mehrfach zurückgestufte Portalgewände des Hauptportals sowie ein darüberliegendes Fenster, die beide mit sorgfältig behauenen Steinen aus rötlich-weißem Marmor aus Villefranche-de-Conflent gestaltet sind. Die Bögen des Portals und des Fensters werden jeweils von einem Zackenfries überfangen. Das Halbrund des Tympanons besteht aus einer – ehemals vielleicht bemalten – Platte aus weißem Marmor. Die Bekrönung der Fassade bildet ein außergewöhnlich breiter – ehemals sechs- oder siebenbogiger – Glockengiebel (katalanisch espadanya).
Die beiden Türflügel des Portals sind im Original erhalten geblieben und haben noch Teile ihrer dekorativen schmiedeeisernen Beschläge mit Spiralmotiven.

## Bedeutung
Bereits im Jahr 1840 wurde der einfache romanische Kirchenbau von Marcevol zum Monument historique erklärt. Zusammen mit den anderen bedeutenden Klöstern in der Umgebung erscheint der Name Marcevol auch im katalanischen Nationalepos Canigó (1886) von Jacint Verdaguer.

## Umgebung
Im etwas abseits gelegenen kleinen Weiler Marcevol steht die kleine Kirche der Nostra Senyora de les Grades aus dem 11. Jahrhundert. In etwa 2 km Entfernung findet sich ein Großsteingrab aus der Megalithzeit (Dolmen de la Barraca).